# Marcel (Lied)
Marcel war der deutsche Beitrag zum Eurovision Song Contest 1963, der von Heidi Brühl in deutscher Sprache gesungen wurde. Die Originalversion wurde 1963 von Margot Eskens gesungen; sie wurde begleitet vom Orchester Kurt Edelhagen.

## Geschichte
Die Vorentscheidung fand am 28. Februar 1963 in Frankfurt am Main statt. Sie wurde vom Hessischen Rundfunk produziert. Der zuständige des Eurovision-Song-Contests Hans-Otto Grünefeldt nominierte die junge Heidi Brühl. Die Fernsehzuschauer konnten per Postkarte unter fünf Liedern auswählen, es entschieden sich 66 % der Zuschauer für den von Charly Niessen komponierten und getexteten Titel Marcel, der von einem „viel zu hastigen Liebhaber“ handelt. Beim 8. Eurovision Song Contest am 23. März 1963 in London trug Heidi Brühl Marcel als drittes Lied nach Een speeldoos der Niederländerin Annie Palmen und Vielleicht geschieht ein Wunder der Österreicherin Carmela Corren vor. Marcel erreichte mit 5 Punkten den 9. Platz unter insgesamt 13 Liedern.

## Versionen
Die Fassung von Margot Eskens erschien in deutscher Sprache 1963 bei Polydor, die von Heidi Brühl bei	Philips. Eine Coverversion, interpretiert von dem finnischen Sänger Kai Lind, wurde von Scandia-Records 1963 als Single gepresst. Der finnische Text stammte von Niilo Sauvo Pellervo Puhtila (Saukki), das Begleitorchester war das Jaakko Salon Orkesteri.